# 藤川為親
藤川 為親（ふじかわ ためちか、1836年〈天保7年〉 - 1885年〈明治18年〉8月27日）は、幕末の佐賀藩士、明治期の内務官僚。県令。通称・敬六。

## 経歴
佐賀藩士・藤川広次の二男として生まれる。幼くして父を亡くした。その後、藩の学校会計吏、監察兼軍艦会計吏を務めた。戊辰戦争では東上する藩兵の隊長として従軍。
慶応4年（1868年）8月、下野国真岡判県事に就任。明治2年（1869年）7月、日光県大参事となる。その後、新川県権参事、栃木県参事、兼宇都宮県参事を歴任し、1877年1月、栃木県大書記官に就任。
1880年10月、前任の鍋島幹の推薦で栃木県令に就任。自由民権運動が盛んとなる中、全国に先駆けて戸長公選を廃止した。一方、県会と対立があっても原案執行を行わず「平和主義の男」と呼ばれた。1880年、足尾銅山の鉱毒被害が表面化し、「渡良瀬川の魚族は衛生に害あるにより一切捕獲することを禁ず」との達しを出した。
1883年10月、島根県令に転任。道路改修事業の推進に尽力したが、在任中に病で死去した。